# Lijst van voetbalinterlands Bermuda - Trinidad en Tobago
Deze lijst van voetbalinterlands is een overzicht van alle officiële voetbalwedstrijden tussen de nationale teams van Bermuda en Trinidad en Tobago. De landen speelden tot op heden twaalf keer tegen elkaar. De eerste ontmoeting was een vriendschappelijke wedstrijd in Medellín (Colombia) op 16 juli 1978. Het laatste duel, een kwalificatiewedstrijd voor het Wereldkampioenschap voetbal 2014, vond plaats op 7 oktober 2011 in Devonshire.

## Wedstrijden
| №  | Plaats        | Datum            | Competitie           | Wedstrijd                    | Uitslag |
| -- | ------------- | ---------------- | -------------------- | ---------------------------- | ------- |
| 1  | Medellín      | 16 juli 1978     | Vriendschappelijk    | Trinidad en Tobago – Bermuda | 2 – 3   |
| 2  | Port of Spain | 17 april 1989    | Vriendschappelijk    | Trinidad en Tobago − Bermuda | 1 − 1   |
| 3  | Arima         | 18 april 1989    | Vriendschappelijk    | Trinidad en Tobago − Bermuda | 0 − 1   |
| 4  | Devonshire    | 23 juni 2001     | Vriendschappelijk    | Bermuda − Trinidad en Tobago | 0 − 5   |
| 5  | Devonshire    | 10 februari 2004 | Vriendschappelijk    | Bermuda − Trinidad en Tobago | 0 − 1   |
| 6  | Devonshire    | 12 februari 2004 | Vriendschappelijk    | Bermuda − Trinidad en Tobago | 2 − 2   |
| 7  | Port of Spain | 25 mei 2005      | Vriendschappelijk    | Trinidad en Tobago − Bermuda | 4 − 0   |
| 8  | Port of Spain | 27 mei 2005      | Vriendschappelijk    | Trinidad en Tobago − Bermuda | 1 − 0   |
| 9  | Macoya        | 15 juni 2008     | WK 2010 kwalificatie | Trinidad en Tobago − Bermuda | 1 − 2   |
| 10 | Devonshire    | 22 juni 2008     | WK 2010 kwalificatie | Bermuda − Trinidad en Tobago | 0 − 2   |
| 11 | Port of Spain | 2 september 2011 | WK 2014 kwalificatie | Trinidad en Tobago − Bermuda | 1 − 0   |
| 12 | Devonshire    | 7 oktober 2011   | WK 2014 kwalificatie | Bermuda − Trinidad en Tobago | 2 − 1   |
| 13 |               | 10 oktober 2025  | WK 2026 kwalificatie | Bermuda − Trinidad en Tobago |         |

## Samenvatting
| Competitie        | Totaal gespeeld | Winst Bermuda | Gelijk | Winst Trinidad en T. | Doelsaldo Bermuda – Trinidad en T. |
| ----------------- | --------------- | ------------- | ------ | -------------------- | ---------------------------------- |
| WK-kwalificatie   | 4               | 2             | 0      | 2                    | 4 − 5                              |
| Vriendschappelijk | 8               | 2             | 2      | 4                    | 7 − 16                             |
| Totaal            | 12              | 4             | 2      | 6                    | 11 − 21                            |

Wedstrijden bepaald door strafschoppen worden, in lijn met de FIFA, als een gelijkspel gerekend.